# Mimela langbianica
Mimela langbianica là một loài bọ hung thuộc họ Bọ hung.

## Phân bố
Loài này đã được phát hiện trên cao nguyên Lâm Viên.